# Holly Waddington
Holly Waddington je brtiská kostýmní výtvarnice. V roce 2024 získala Oskara v kategorii Nejlepší kostýmy za film Chudáčci (2023) režiséra Jorga Lanthima.

## Životopis
Holly Waddington vyrostla v hrabství Lancashire. Poté co se přestěhovala do Londýna, vyučila se a pracovala pro fundus kostýmů Angels Costume House jako návrhářka ženských dobových kostýmů. Vystudovala obor výtvarného umění na Ruskinově škole výtvarných umění Oxfordské univerzity.

## Fïlmografie
| Rok  | Název                  | Režisér/ka         | Role                             | ref.  |
| ---- | ---------------------- | ------------------ | -------------------------------- | ----- |
| 2007 | Saddam's Tribe         | Christopher Menaul | kostýmní asistent                |       |
| 2007 | Pokání                 | Joe Wright         | kostýmní asistent                |       |
| 2008 | Happy-Go-Lucky         | Mike Leigh         | asistentka kostýmního výtvarníka |       |
| 2008 | Druhý muž              | Richard Eyre       | asistentka kostýmního výtvarníka |       |
| 2009 | Zlomový rok 39         | Stephen Poliakoff  | asistentka kostýmního výtvarníka |       |
| 2010 | Další rok              | Mike Leigh         | asistentka kostýmního výtvarníka |       |
| 2011 | Válečný kůň            | Steven Spielberg   | asistentka kostýmního výtvarníka |       |
| 2012 | Lincoln                | Steven Spielberg   | asistentka kostýmního výtvarníka |       |
| 2012 | Ginger a Rosa          | Sally Potter       | kostýmní výtvarnice              | [ 1 ] |
| 2015 | Krycí jméno U.N.C.L.E. | Guy Ritchie        | asistentka kostýmního výtvarníka |       |
| 2015 | Odjezd                 | Andrew Steggall    | kostýmní výtvarnice              | [ 2 ] |
| 2016 | Lady Macbeth           | William Oldroyd    | kostýmní výtvarnice              | [ 3 ] |
| 2020 | Veliká                 | Matt Shakman       | kostýmní výtvarnice              |       |
| 2023 | Chudáčci               | Jorgos Lanthimos   | kostýmní výtvarnice              | [ 4 ] |
| 2027 | Harry Potter           | Mark Mylod         | kostýmní výtvarnice              | [ 5 ] |

## Ocenění
| Rok  | Cena                                      | Kategorie                               | Film         | Výsledek    | Ref.   |
| ---- | ----------------------------------------- | --------------------------------------- | ------------ | ----------- | ------ |
| 2007 | Linbury Prize for Stage Design            |                                         |              | finalistka  | [ 6 ]  |
| 2017 | British Independent Film Awards           | Nejlepší kostýmy                        | Lady Macbeth | vítězství   |        |
| 2017 | London Film Critics' Circle               | Cena za technický přínos (kostýmy)      | Lady Macbeth | nominace    | [ 7 ]  |
| 2023 | Cena akademie                             | Nejlepší kostýmy                        | Chudáčci     | vítězství   | [ 8 ]  |
| 2023 | Pocta řemeslům Americké filmotéky         | Celovečerní film – Kostýmní návrhářství | Chudáčci     | vítězství   |        |
| 2023 | Astra Film and Creative Arts Awards       | Nejlepší kostýmy                        | Chudáčci     | vítězství   | [ 9 ]  |
| 2023 | Filmová cena Britské akademie             | Nejlepší kostýmy                        | Chudáčci     | vítězství   | [ 10 ] |
| 2023 | Chicago Film Critics Association          | Nejlepší kostýmy                        | Chudáčci     | vítězství   | [ 11 ] |
| 2023 | Costume Designers Guild Awards            | Vynikající výkon v historickém filmu    | Chudáčci     | vítězství   | [ 12 ] |
| 2023 | Critics' Choice Movie Awards              | Nejlepší kostýmy                        | Chudáčci     | nominace    | [ 13 ] |
| 2023 | London Film Critics' Circle               | Cena za technický přínos (kostýmy)      | Chudáčci     | nominace    | [ 14 ] |
| 2023 | Online Film Critics Society               | Nejlepší kostýmy                        | Chudáčci     | nominace    | [ 15 ] |
| 2023 | San Diego Film Critics Society            | Nejlepší kostýmy                        | Chudáčci     | druhé místo | [ 16 ] |
| 2023 | Satellite Award                           | Nejlepší kostýmní návrh                 | Chudáčci     | nominace    | [ 17 ] |
| 2023 | Seattle Film Critics Society              | Nejlepší kostýmy                        | Chudáčci     | nominace    |        |
| 2023 | St. Louis Film Critics Association        | Nejlepší kostýmy                        | Chudáčci     | druhé místo |        |
| 2024 | Fangoria Chainsaw Awards                  | Nejlepší kostýmy                        | Chudáčci     | vítězství   | [ 18 ] |
| 2024 | Santa Barbara International Film Festival | Variety Artisans Award                  | Chudáčci     | vítězství   | [ 19 ] |